# گرانبری (تگزاس)
گرانبری، تگزاس (به انگلیسی: Granbury, Texas) شهری در ایالت تگزاس از ایالات جنوبی ایالات متحده آمریکا است. در سرشماری سال ۲۰۰۰، جمعیت این شهر ۵۷۱۸ نفر اعلام شد.
عمارت دادگستری شهرستان هود در اینجا قرار دارد.

## نگارخانه

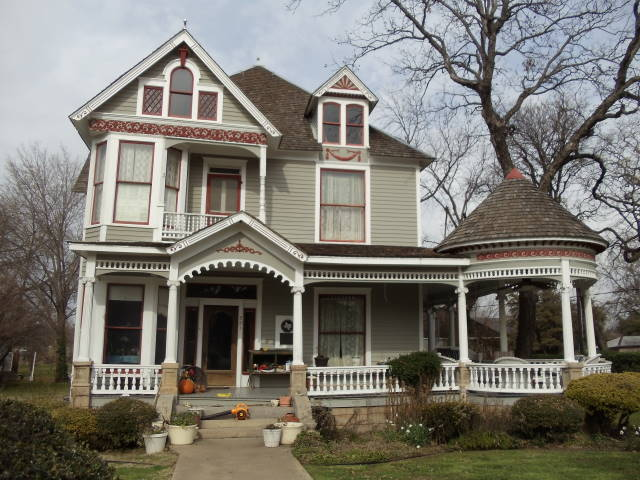
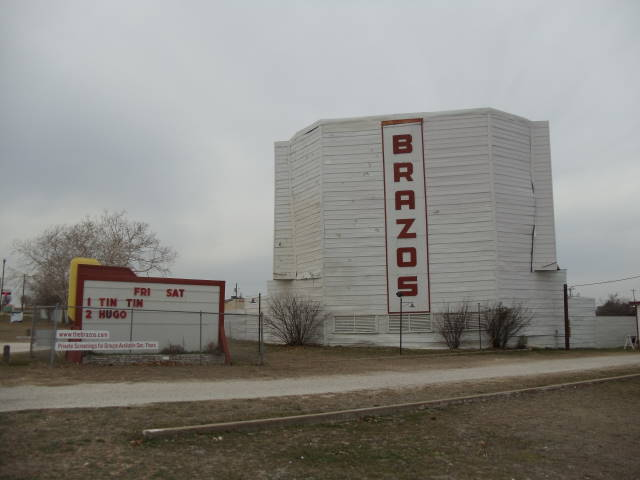
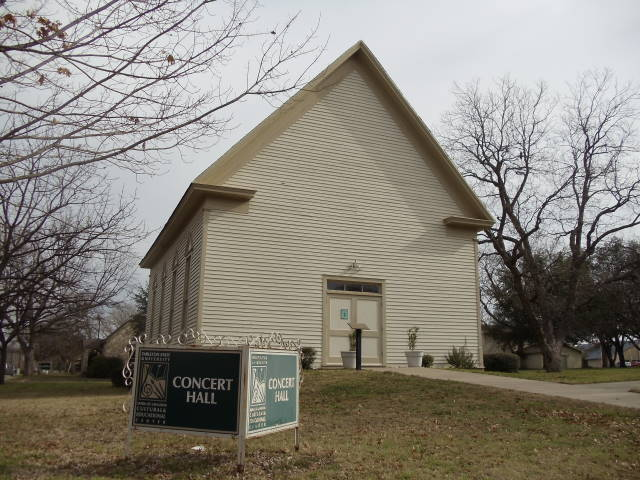
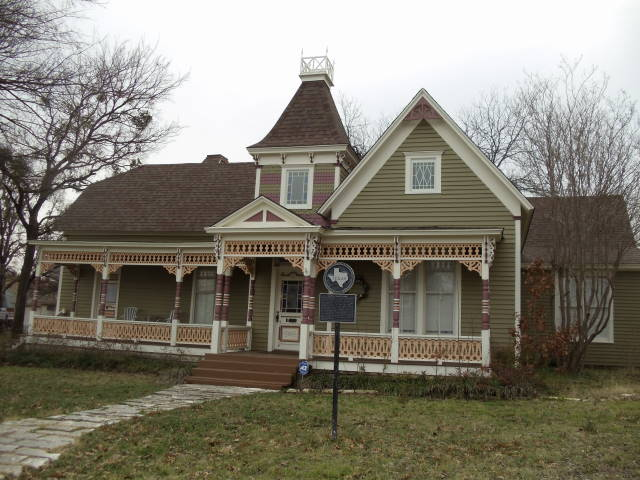
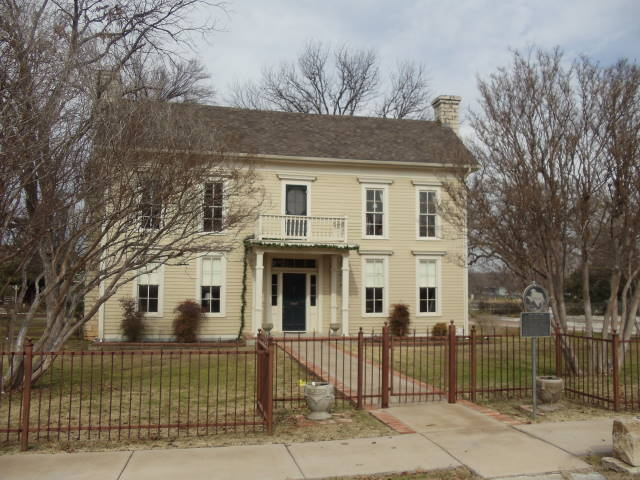
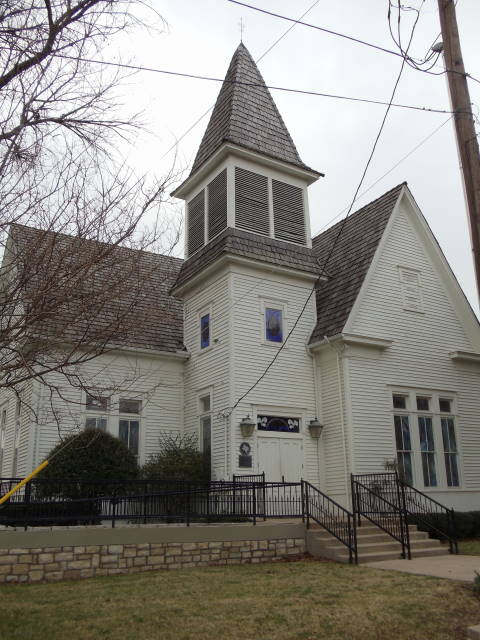
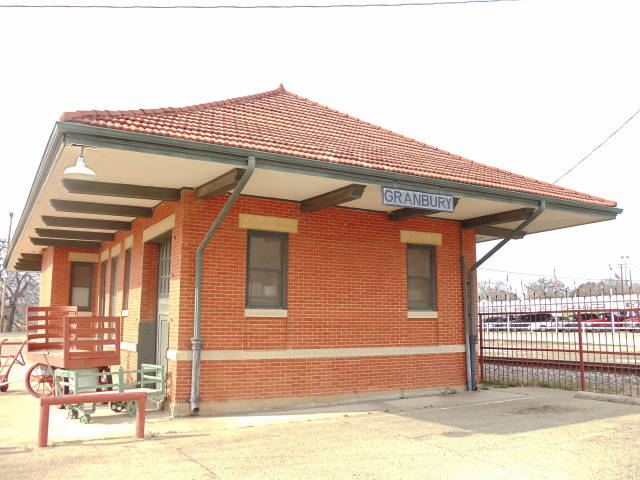
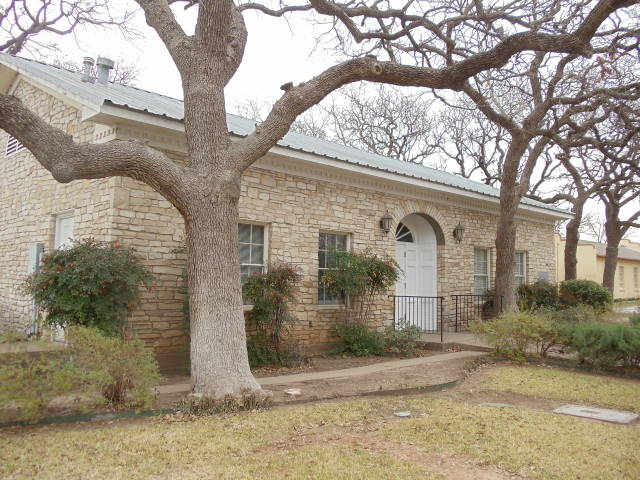
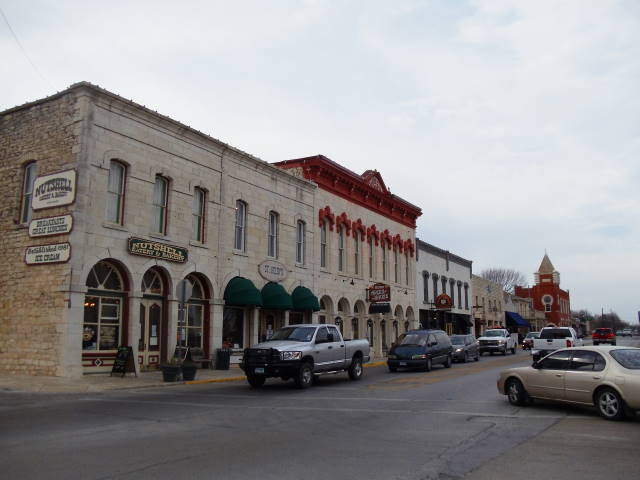
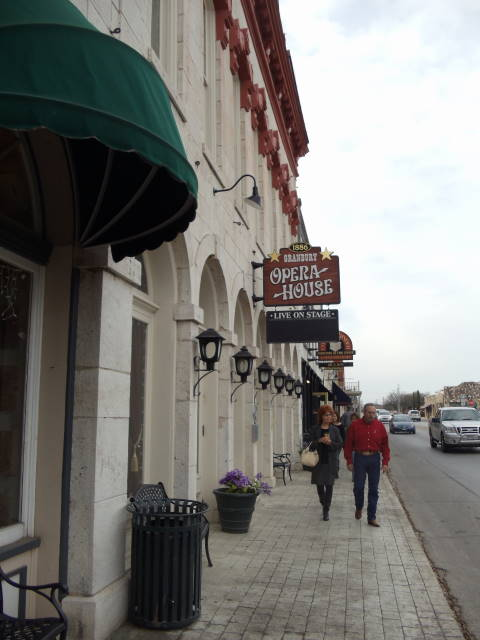
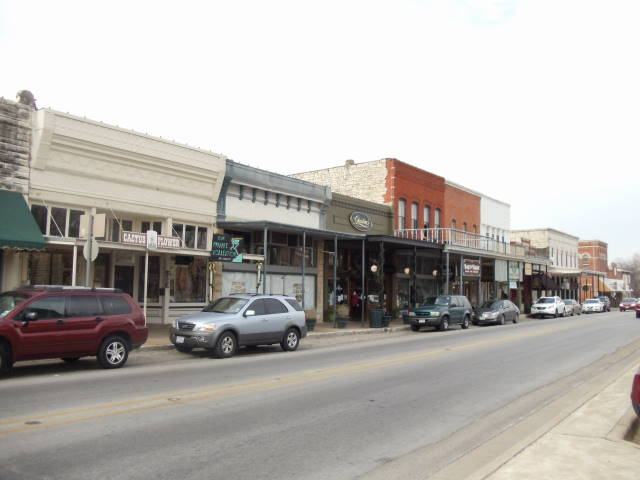
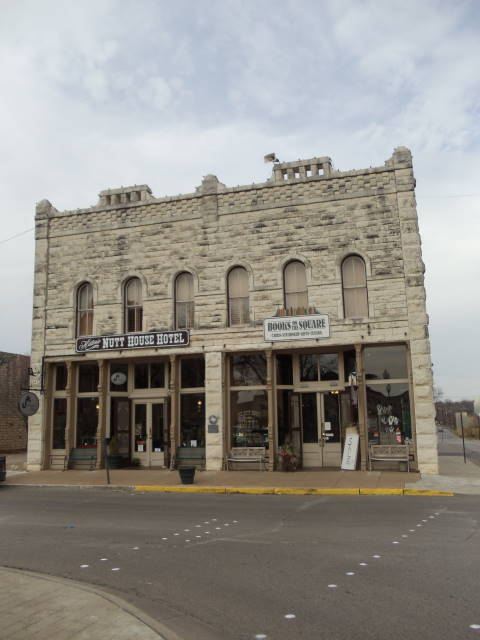